# 哈倫縣 (內布拉斯加州)
哈倫縣（英語：Harlan County）是美國內布拉斯加州南部的一個縣，南鄰堪薩斯州。面積1,487平方公里。根據美國2000年人口普查，共有人口3,786人。縣治阿爾馬 （Alma）。
成立於1871年6月3日，1872年7月29日縣政府成立。縣名有三種說法：來自愛阿華州的聯邦參議員詹姆斯·哈倫；他的一位侄子 （名字沒有留存）；在里帕布利克河 （Republic River）殖民的湯馬斯·哈倫。